# Thomas William Hawkins
Thomas William Hawkins Jr. (Flushing, 10 de janeiro de 1938) é um historiador da matemática estadunidense.

## Vida e obra
Hawkins obteve um doutorado em matemática e história da ciência em 1968 na Universidade do Wisconsin-Madison, orientado por Robert Creighton Buck, com uma tese sobre o surgimento da teoria da integração de Henri Lebesgue, da qual foi escrito seu livro "Lebesgues Theory of Integration – its Origin and Development". Depois de seu doutorado esteve durante alguns anos no Swarthmore College e foi depois professor da Universidade de Boston. Em 1969/1970 foi pesquisador visitante no Instituto Federal de Tecnologia de Zurique, em 1980/1981 na Universidade Harvard, em 1988/1989 no Instituto de Estudos Avançados de Princeton e em 1996/1997 no Dibner Institute for the History of Science and Technology do Instituto de Tecnologia de Massachusetts (MIT). É fellow da American Mathematical Society.
Hawkins editou pesquisas fundamentais sobre os primórdios da teoria dos grupos de Lie (na teoria das equações diferenciais, para a qual Sophus Lie pretendeu desenvolver uma teoria com base na teoria de Galois), história da teoria da representação de grupos finitos e a teoria matricial (onde destacou o papel de Karl Weierstrass frente a Arthur Cayley) e o moderno cálculo integral.
Foi palestrante convidado do Congresso Internacional de Matemáticos em Vancouver (1974: The theory of matrices in the 19th century) e Berkeley (1986: Cayley´s counting problem and the representation of Lie algebras).

## Prêmios e condecorações
- 1997 Prêmio Chauvenet da Mathematical Association of America porThe birth of Lie´s theory of groups“ (The Mathematical Intelligencer, Volume 16, 1994, caderno 2)
- 2001 Prêmio Memorial Albert Leon Whiteman da American Mathematical Society

## Publicações selecionadas
Artigos
- The Theory of Matrices in the 19th Century. In: Ralph D. James (Hrsg.): Proceedings of the International Congress of Mathematicians, Vancouver, 1974. CMC, Vancouver 1975, ISBN 0-919558-04-6, p. 561–570.
- Hypercomplex numbers, Lie groups and the creation of group representation theory. In: Archive for History of Exact Sciences, Bd. 8 (1971/72), ISSN 0003-9519, p. 243–287.
- The origin of the theory of group characters. In: Archive for History of Exact Sciences, Volume 7 (1970), ISSN 0003-9519, p. 142–170.
- New light on Frobenius creation of the theory of group characters. In: Archive for History of Exact Sciences, Volume 12 (1974), ISSN 0003-9519, p. 217–243.
- Wilhelm Killing and the structure of Lie algebras. In: Archive for History of Exact Science, Volume 26 (1982), ISSN 0003-9519, p. 126–192.
- Non-euclidean geometry and Weierstrassian mathematics. The background to Killing's work on Lie algebras. In: Historia Mathematica, Volume 7 (1980), ISSN 0315-0860, p. 289–342.

Livros
- Emergence of the theory of Lie groups. An Essay in the history of Mathematics 1869-1926 (Sources and studies in the history of mathematics and physical series). Springer Verlag, New York 2000, ISBN 0-387-98963-3.
- Lebesgues „Theory of Integration“. Its Origin and Development. 2. Aufl. Chelsea Books, New York 1979, ISBN 0-8284-0282-5 Nachdr. d. Ausg. University of Wisconsin Press 1970
- The mathematics of Frobenius in context. A journey through 18th to 20th century mathematics. Springer, New York 2013, ISBN 978-1-4614-6332-0.